# Silent Hill: Shattered Memories
Silent Hill: Shattered Memories je survival horor z roku 2009, který vyvinulo Climax Studios a vydala společnost Konami. Hra byla vydána v prosinci pro Wii a v lednu 2010 byla portována na platformy PlayStation 2 a PlayStation Portable. V dubnu 2014 se objevila na evropské síti PlayStation Network.

## Příběh a hratelnost
Silent Hill: Shattered Memories je remake první hry a zachovává její premisu – pátrání Harryho Masona po jeho ztracené dceři ve fiktivním americkém městě Silent Hill. Děj se ale odehrává se v jiném fiktivním světě, má jiný děj a změněné a nové postavy. K dispozici je pět konců. Hra se odehrává ve dvou částech: rámcová povídka a over-the-shoulder shot na Harryho cestu Silent Hillem, která je pravidelně přerušována výskytem posunu do nebezpečnějšího prostředí. Odpovědi na psychologické testy v rámci terapeutického sezení ovlivňují různé herní prvky Harryho cesty.

## Vývoj
Po vytvoření prequelu Silent Hill (2007), který záměrně kopíroval prvky prvního dílu, chtělo studio Climax vyzkoušet jiný přístup k tvorbě titulu série. Mezi provedené změny patřilo odstranění soubojů a neustálá přítomnost příšer. Akira Yamaoka složil soundtrack hry, který jako první v sérii výrazně obsahoval dynamickou hudbu.

## Vydání a ohlasy
Hra byla vydána v prosinci pro Wii a v lednu 2010 byla portována na platformy PlayStation 2 a PlayStation Portable. V dubnu 2014 se objevila na evropské síti PlayStation Network.
Hra získala obecně pozitivní recenze za grafiku, děj, hlasové projevy, soundtrack a použití ovladače Wii Remote a byla příznivě přirovnávána k vizuální stránce filmu M. Night Shyamalana. Někteří recenzenti však považovali průzkum hádanek, honičky a psychologické prvky za frustrující a měli pocit, že hra je příliš krátká. Od té doby ji někteří recenzenti chválili za jedinečné pojetí série, chytré odbočky k původnímu příběhu, atmosféru a mechanismy.